# La Bâtie-Rolland
La Bâtie-Rolland – miejscowość i gmina we Francji, w regionie Owernia-Rodan-Alpy, w departamencie Drôme.
Według danych na rok 1990 gminę zamieszkiwały 712 osoby, a gęstość zaludnienia wynosiła 85 osób/km² (wśród 2880 gmin regionu Rodan-Alpy La Bâtie-Rolland plasuje się na 971. miejscu pod względem liczby ludności, natomiast pod względem powierzchni na miejscu 1250.).